# Вівериця

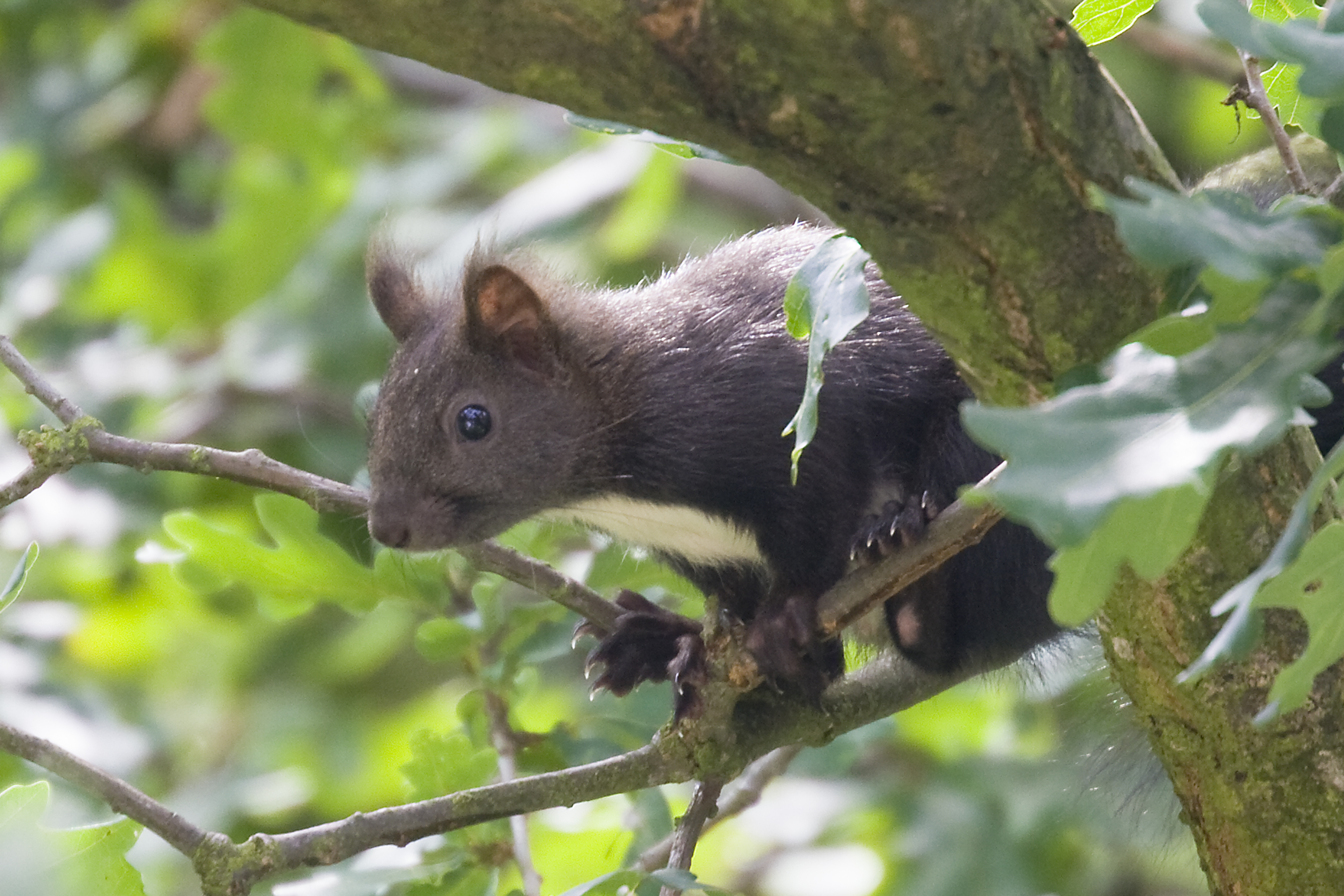
Вивірка (вівериця) у природі

Вівериця або вивериця — найдрібніша грошова одиниця Русі. Термін походить від первинної назви білки (вивірки).

## Етимологія

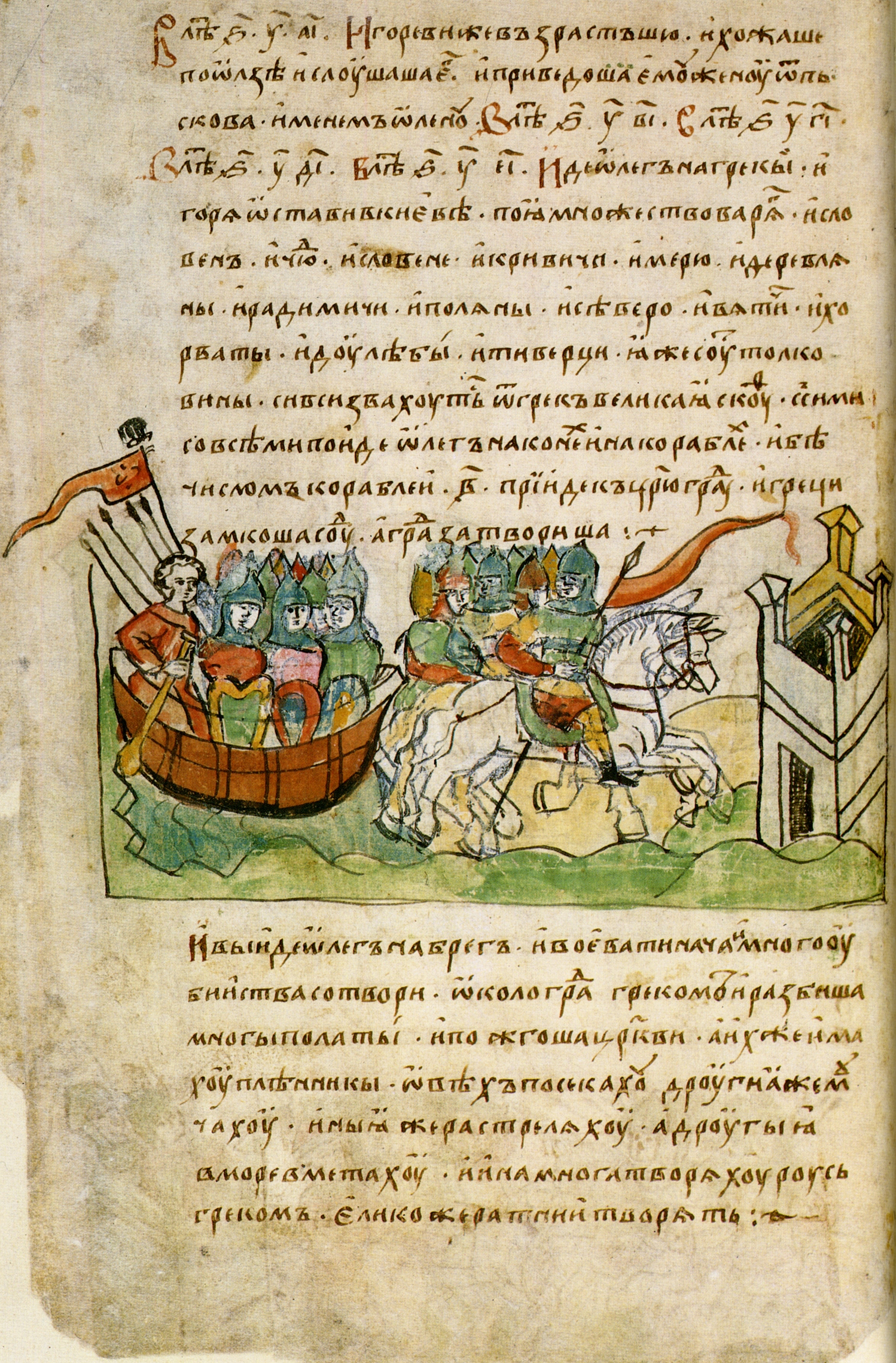
Повість врем'яних літ в Радзивіллівському літописі

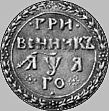
Гривенник

У літописних джерелах згадується саме як «вѣверицѧ», що в сучасній мові має читатися як «вівериця». Російську назву «векша» розглядають як видозміну зооніму «вівериця».
Вивірка як один з найдрібніших хутрових звірів була найменш цінним товаром при натуральних формах розрахунків і платежах податі, рівноцінним замінником грошей. Вперше віверицю згадують у кількох літописних джерелах, зокрема:
- у «Повісті врем'яних літ» під 859 р.
- у «Руській правді» згадана під назвою «вешка» (північно-руська й російська назва вивірки).

## Вартісна оцінка
Від початку одна вівериця прирівнювалася до 1/3 різани або 1/6 куни.
150 вівериць становили гривню кун.
Гривня кун — це:
- зв'язка (грива) з певної кількості шкір кун (у XI ст. гривня кун = 25 шкірам кун; у ХІІ ст. гривня кун = 50 кунам), тобто протягом століття гривня стала удвічі дорожчою у «куновому» вимірі.
- гривня, що складалась з певної кількості монет (грошово-рахункова одиниця).[2]

У металевому еквіваленті одна вівериця відповідала 0,34 г срібла (1/3 грама).
У руських перекладах творів візантійських авторів віверицею називали також візантійську мідну монету («нумій»).